# Capela do Senhor do Bonfim (Angra dos Reis)
A Capela do Senhor do Bonfim localiza-se próxima à cidade de Angra dos Reis, no estado do Rio de Janeiro, Brasil. Situa-se numa ilhota, a cerca de três quilômetros do centro.
A capela votiva, de gosto popular, foi construída por Manuel Francisco Gomes por volta de 1780. De pequenas dimensões, a entrada ao templo é feita por um amplo alpendre com quatro colunas. Ao lado da capela ergue-se o corpo da sacristia e do consistório, encimado por uma sineira. O frontão da capela tem uma silhueta sinuosa. O interior, muito simples, possui um retábulo com uma imagem do Senhor do Bonfim.

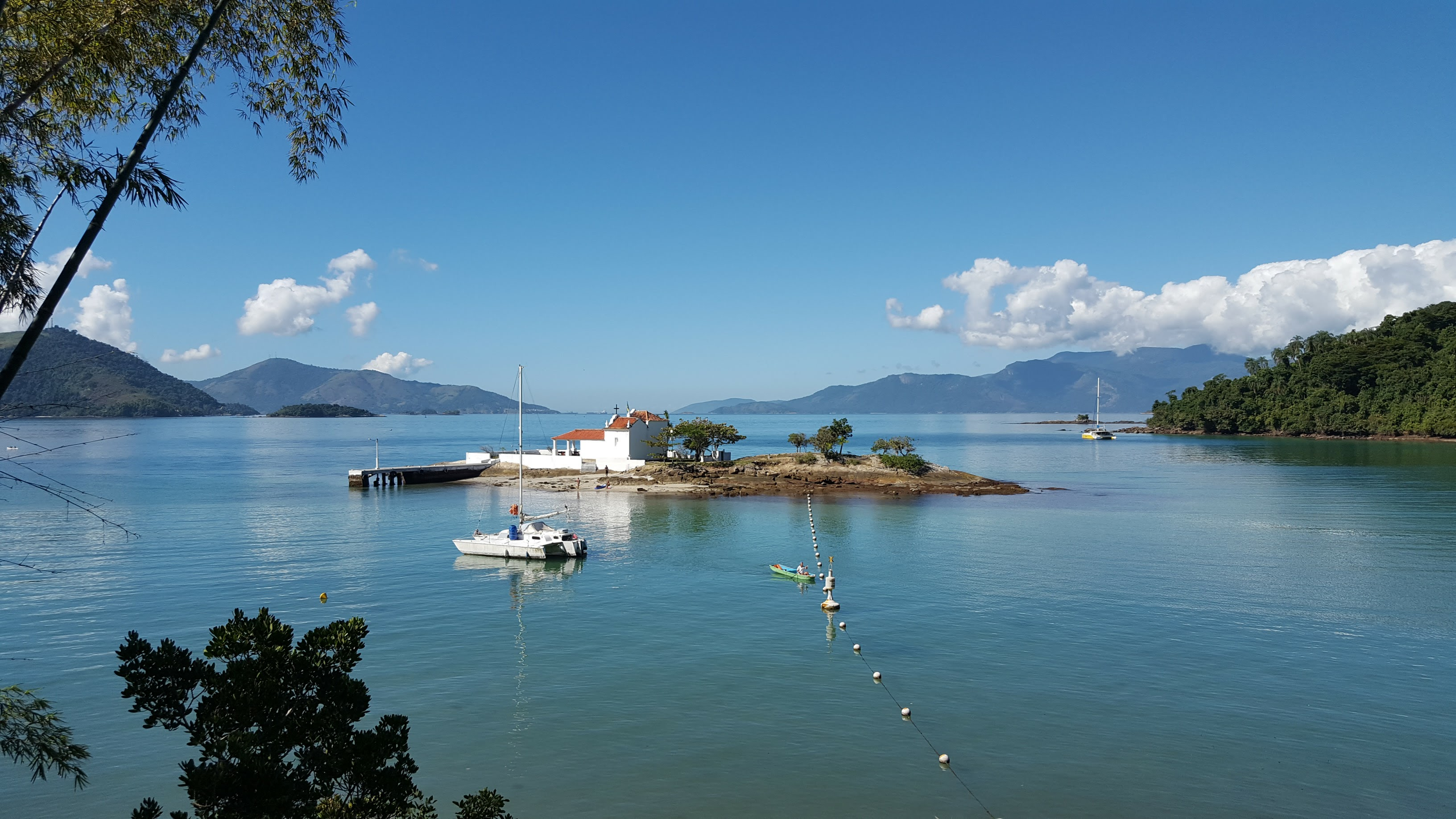